# Distretto di Vitor
Il distretto di Vitor è un distretto del Perù nella provincia di Arequipa (regione di Arequipa) con 2.693 abitanti al censimento 2007 dei quali 1.427 urbani e 1.266 rurali.
È stato istituito fin dall'indipendenza del Perù.